# Astragalus terekliensis
Astragalus terekliensis är en ärtväxtart som beskrevs av Nikolai Fedorovich Gontscharow. Astragalus terekliensis ingår i släktet vedlar, och familjen ärtväxter. Inga underarter finns listade i Catalogue of Life.